# Thurlestone
Thurlestone – wieś i civil parish w Anglii, w Devon, w dystrykcie South Hams. W 2011 civil parish liczyła 863 mieszkańców. Thurlestone jest wspomniana w Domesday Book (1086) jako Torlestan. To zawiera Buckland, Avenmouth i Bantham.